# Nishada (vlinder)
Nishada is een geslacht van vlinders van de familie spinneruilen (Erebidae), uit de onderfamilie Arctiinae.

## Soorten
- N. aurantiaca Rothschild, 1913
- N. aureocincta Debauche, 1938
- N. benjammea Roepke, 1946
- N. brunneipennis Hampson, 1911
- N. flabifera Moore, 1878
- N. formosibia Matsumura, 1927
- N. impervia Walker, 1864
- N. marginalis Felder, 1875
- N. melanists Swinhoe, 1902
- N. niveola Hampson, 1900
- N. nodicornis Walker
- N. rotundipennis Walker, 1862
- N. sambara Moore, 1859
- N. syntomioides Walker, 1862
- N. tula Hampson, 1900
- N. xantholoma Snellen, 1879